# Surrey County Intermediate League (Western)
Surrey County Intermediate League (Western) är en engelsk fotbollsliga, grundad 1922. Den har sitt upptagningsområde i västra Surrey och längs områdena runt gränsen mot Hampshire.
Ligan har fyra divisioner – Premier Division och Division 1 plus två reservlagsdivisioner. Premier Division ligger på nivå 12 i det engelska ligasystemet.
Ligan är en matarliga till Surrey Elite Intermediate Football League.

## Mästare
| Säsong  | Premier Division | Division 1              |
| ------- | ---------------- | ----------------------- |
| 2003/04 | Bedfont Green FC | Shalford                |
| 2004/05 | Tongham FC       | Old Rutlishians         |
| 2005/06 | Old Rutlishians  | Knaphill FC             |
| 2006/07 | Knaphill FC      | Liphook                 |
| 2007/08 | Horsley          | Worplesdon Phoenix      |
| 2008/09 | Ripley Village   | Abbey Rangers           |
| 2009/10 | Burpham          | University of Surrey FC |
| 2010/11 | Wrecclesham      | Cranleigh               |

### Webbkällor
Den här artikeln är helt eller delvis baserad på material från engelskspråkiga Wikipedia, Surrey County Intermediate League (Western), 21 maj 2015.